# Sander Baart
Alexander German "Sander" Baart (Edegem, 30 april 1988) is een Belgisch-Nederlands hockeyer.

## Biografie

### Clubhockey
Baart begon op zesjarige leeftijd te hockeyen bij Royal Antwerp HC. Baart speelde er tot 2007. Hij behaalde er in 2007 het Belgisch landskampioenschap, wat de eerste titel was van de Antwerpse club. Vanaf het seizoen 2007-2008 verhuisde Baart naar de Nederlandse hoofdklasse, bij Oranje Zwart (OZ) uit Eindhoven. In de laatste seizoenen van de club voor ze fuseerden in Oranje Rood  behaalde hij met Oranje Zwart (OZ) 3x opeenvolgend (2014, 2015 en 2016) het landskampioenschap in de Nederlandse hoofdklasse. In 2015 werd hij met datzelfde Oranje Zwart (OZ) ook Europees kampioen door de Euro Hockey League (EHL) te winnen, na een verloren finale het jaar ervoor. 
Sinds 2013 speelde hij tevens in de Hockey India League (HIL) voor de Uttar Pradesh Wizards, waarmee hij 2x een bronzen medaille haalde. 
In 2016 koos Baart voor een transfer naar de club van zijn jeugd Royal Antwerp HC. Door een administratieve fout van de club was hij echter niet speelgerechtigd en week hij uit naar de Spaanse competitie om te spelen bij Real Club de Polo de Barcelona. Na 1 jaar in de Spaanse competitie keert Baart terug naar de Belgische competitie waar hij voor Braxgata speelt vanaf het seizoen 2017-2018.

### Nationaal elftal
Baart heeft een dubbele nationaliteit, behalve de Nederlandse, van vaders kant, de Belgische van zijn moeder. Op jonge leeftijd speelde Baart voor België. Op elfjarige leeftijd werd hij opgenomen in een experimenteel nationaal jeugdteam van de KBHB, de Belgische hockeybond, de zogenaamde "Elite '88". Met diverse van zijn medespelers uit dat team werd hij met de Belgische nationale jeugdploeg onder 16 in 2004 Europees kampioen bij de "Boys Under 16". In 2005 werd hij niet opgenomen in de nationale "Onder 18" selectie door België en besluit dan voor Nederland te gaan spelen. Na een vierlandentoernooi met de Nederlandse onder 18 werd hij in 2006 opgeroepen voor Jong Oranje, de Nederlandse Onder 21, voor het Europees kampioenschap dat jaar in Praag. Met deze ploeg werd hij Europees kampioen, waardoor hij de eerste en enige speler ooit werd die Europees kampioen hockey werd voor twee verschillende landen. In juni 2007 speelde hij zijn eerste officiële interland voor de Nederlandse hockeyploeg (Oranje), in Den Haag tegen Zuid-Korea (2-2). Opmerkelijk is dat hij zijn debuut maakte voor Oranje, zonder ooit een minuut gespeeld te hebben in de Nederlandse competitie.
Baart maakte deel uit van de selectie voor de Olympische Spelen in 2012 te London, waar hij de zilveren medaille behaalde. Met Oranje haalde hij tevens zilver op het WK in 2014 te Den Haag, goud in 2014 in de eerste Hockey World League te Delhi en goud op het EK in 2015 te Londen. Hij nam deel aan de Olympische Spelen van 2016 in Rio, waar hij met het Nederlands team een 4e plaats behaalde. In augustus 2017 verlengde hij de Europese titel met Oranje waar hij in Amsterdam op dit EK zijn andere thuisland België in de finale wist te verslaan.

## Erelijst nationale ploeg
| Jaar | Toernooi               | Plaats                      | Resultaat |
| ---- | ---------------------- | --------------------------- | --------- |
| 2012 | Olympische Zomerspelen | Londen, Verenigd Koninkrijk | Zilver    |
| 2013 | Europees kampioenschap | Boom, België                | Brons     |
| 2014 | Wereldkampioenschap    | Den Haag, Nederland         | Zilver    |
| 2015 | Europees kampioenschap | Londen, Engeland            | Goud      |
| 2017 | Europees kampioenschap | Amsterdam, Nederland        | Goud      |
| 2018 | Wereldkampioenschap    | Bhubaneswar, India          | Zilver    |

## Erelijst clubs
| Jaar | Titel               | Club                           | Resultaat |
| ---- | ------------------- | ------------------------------ | --------- |
| 2007 | België              | Royal Antwerp Hockey Club      | Goud      |
| 2013 | Hockey India League | Uttar Pradesh Wizards          | Brons     |
| 2014 | Hoofdklasse         | Oranje Zwart                   | Goud      |
| 2015 | Hoofdklasse         | Oranje Zwart                   | Goud      |
| 2015 | Euro Hockey League  | Oranje Zwart                   | Goud      |
| 2016 | Hoofdklasse         | Oranje Zwart                   | Goud      |
| 2017 | Copa del Rey        | Real Club de Polo de Barcelona | Goud      |
| 2017 | Hockey India League | Uttar Pradesh Wizards          | Brons     |

Sander Baart · 
Billy Bakker · 
Marcel Balkestein · 
Floris Evers · 
Rogier Hofman · 
Robert van der Horst · 
Tim Jenniskens · 
Wouter Jolie · 
Robbert Kemperman · 
Teun de Nooijer · 
Jaap Stockmann · 
Valentin Verga · 
Klaas Vermeulen · 
Bob de Voogd · 
Mink van der Weerden · 
Roderick Weusthof · 
Sander de Wijn ·
Coach: Paul van Ass
Seve van Ass · 
Sander Baart · 
Billy Bakker · 
Jorrit Croon · 
Jeroen Hertzberger · 
Rogier Hofman · 
Robert van der Horst ·  
Robbert Kemperman · 
Mirco Pruyser · 
Glenn Schuurman · 
Jaap Stockmann · 
Hidde Turkstra · 
Valentin Verga · 
Bob de Voogd · 
Mink van der Weerden · 
Sander de Wijn ·
Coach: Max Caldas